# Kathedralbasilika St. Jakob

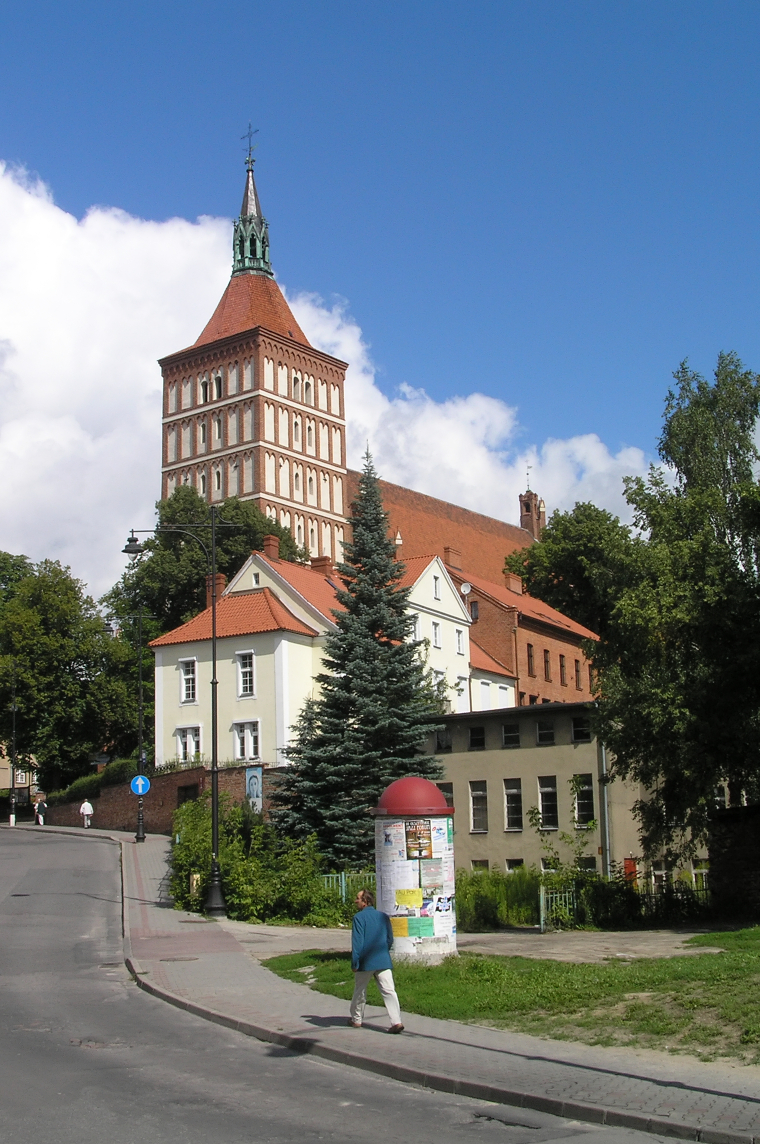
St. Jakob

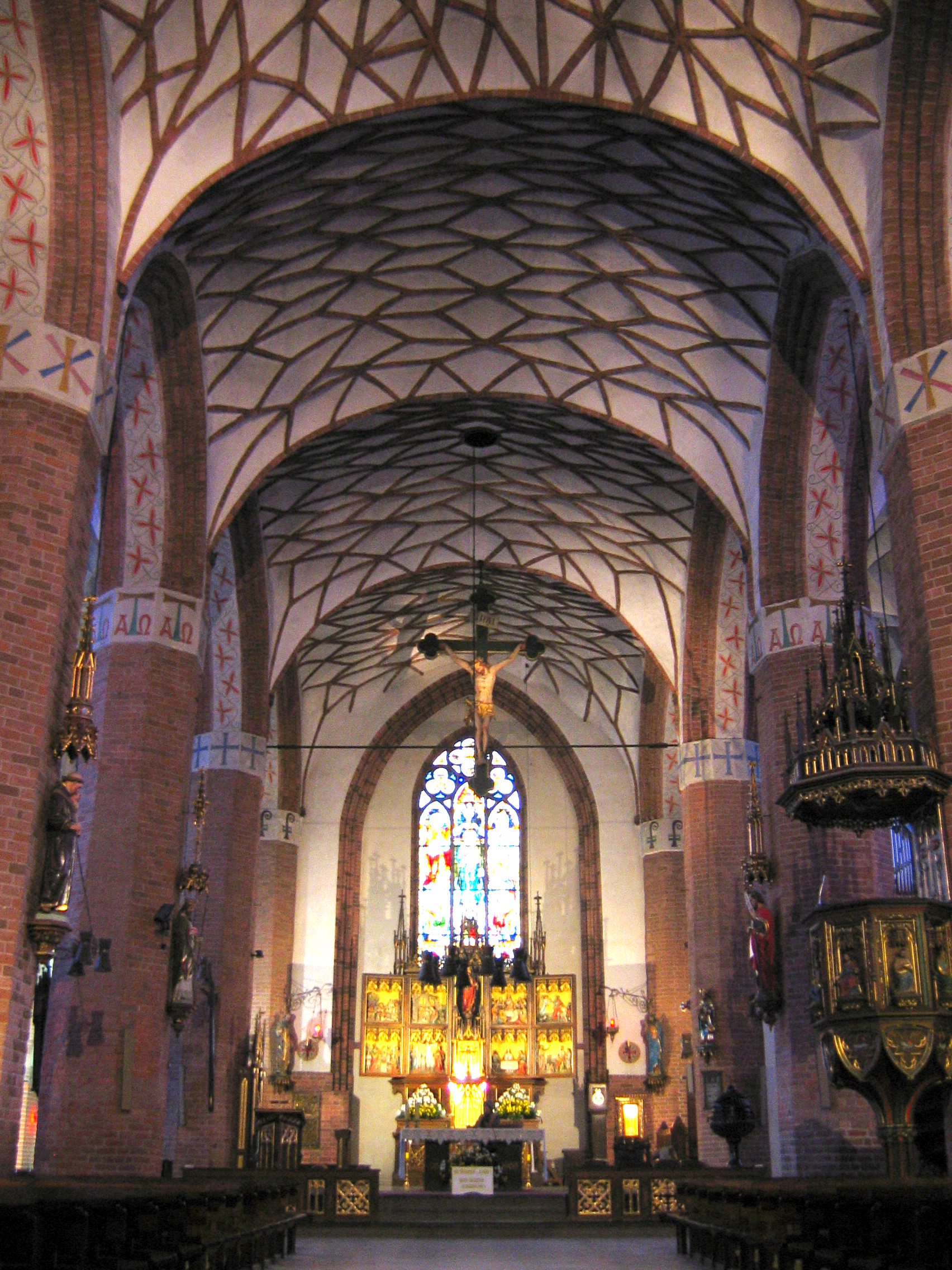
Innenraum

Die Kathedralbasilika St. Jakob (polnisch Bazylika Konkatedralna św. Jakuba Apostoła) ist eine römisch-katholische Kirche im polnischen Olsztyn (deutsch Allenstein). Die Jakobskirche ist Konkathedrale des Erzbistums Ermland mit dem zusätzlichen Titel einer Basilica minor und wird als polnisches Kulturdenkmal geführt.

## Geschichte
Die Kirche wurde vermutlich im Zeitraum von 1370 bis 1380 im Stil der Backsteingotik errichtet, nachdem Allenstein 1352 Stadtrechte erhalten hatte. Der eindrucksvolle Ostgiebel wurde kurz nach 1429 errichtet. 
Während des Vierten Koalitionskriegs wurde die Kirche im Winter 1806/07 als Gefängnis für 1500 preußische und russische Soldaten genutzt, die die Ausstattung als Brennholz nutzten. Danach wurde die heutige Ausstattung geschaffen, die das Kriegsende 1945 durch Wirken des Pfarrers Johannes Hanowski glücklich überstand.
Die zwischenzeitliche barocke Innengestaltung wurde 1866 entfernt. Im Jahr 1896 wurde der aus der St.-Anna-Kapelle des Schlosses installierte Hauptaltar mit seinen wertvollen flämischen Malereien Opfer eines Brandes. 1899 wurde das Dach ersetzt. Um 1900 wirkte der Komponist Feliks Nowowiejski an der Jakobskirche als Organist. Am 28. Juni 1972 wurde Kirche zur Konkathedrale des Erzbistums. 1991 besuchte sie Papst Johannes Paul II., der die Jakobskirche 2004 zur Basilica minor erhob.

## Architektur
Die dreischiffige Hallenkirche wurde ohne Chor ausgeführt. Der Turm wurde zunächst frei stehend nur bis zum Kirchendach gebaut und erst 1582 bis 1596 auf das heutige Maß erhöht. Mit dem Bau der seitlichen Kapellen, die man 1715 bis 1721 zusammen mit einer allgemeinen Restaurierung ergänzte, wurde der Turm Teil der Kirche.
Die heutige Turmspitze wurde 1867/68 aufgesetzt, wobei der goldene Stern vom Erstbau 1596 stammt. Parallel wurde die Fassade neugotisch umgestaltet, woran Ferdinand von Quast und August Stüler mitwirkten.  Im Jahr 2001 erhielt die Kirche ein repräsentatives Hauptportal aus Bronze.

## Innenraum
Die zweigeschossige Sakristei ist nicht angebaut, sondern befindet sich im östlichen Abschnitt des südlichen Seitenschiffs, das Obergeschoss ist als Empore ausgebildet. 
Die Gewölbe im Innern der Kirche wurden erst im Laufe des 16. Jahrhunderts errichtet. Das Mittelschiff wird durch Kuppelgewölbe oben abgeschlossen, die mit einem komplizierten Netz von Rippen verziert sind. Die Seitenschiffe sind von Kristallgewölben überdeckt. Die Terrakottaköpfe am Ende der nach unten auslaufenden Rippen stellen Könige, Bischöfe und sonstige bärtige Männer dar.

## Ausstattung

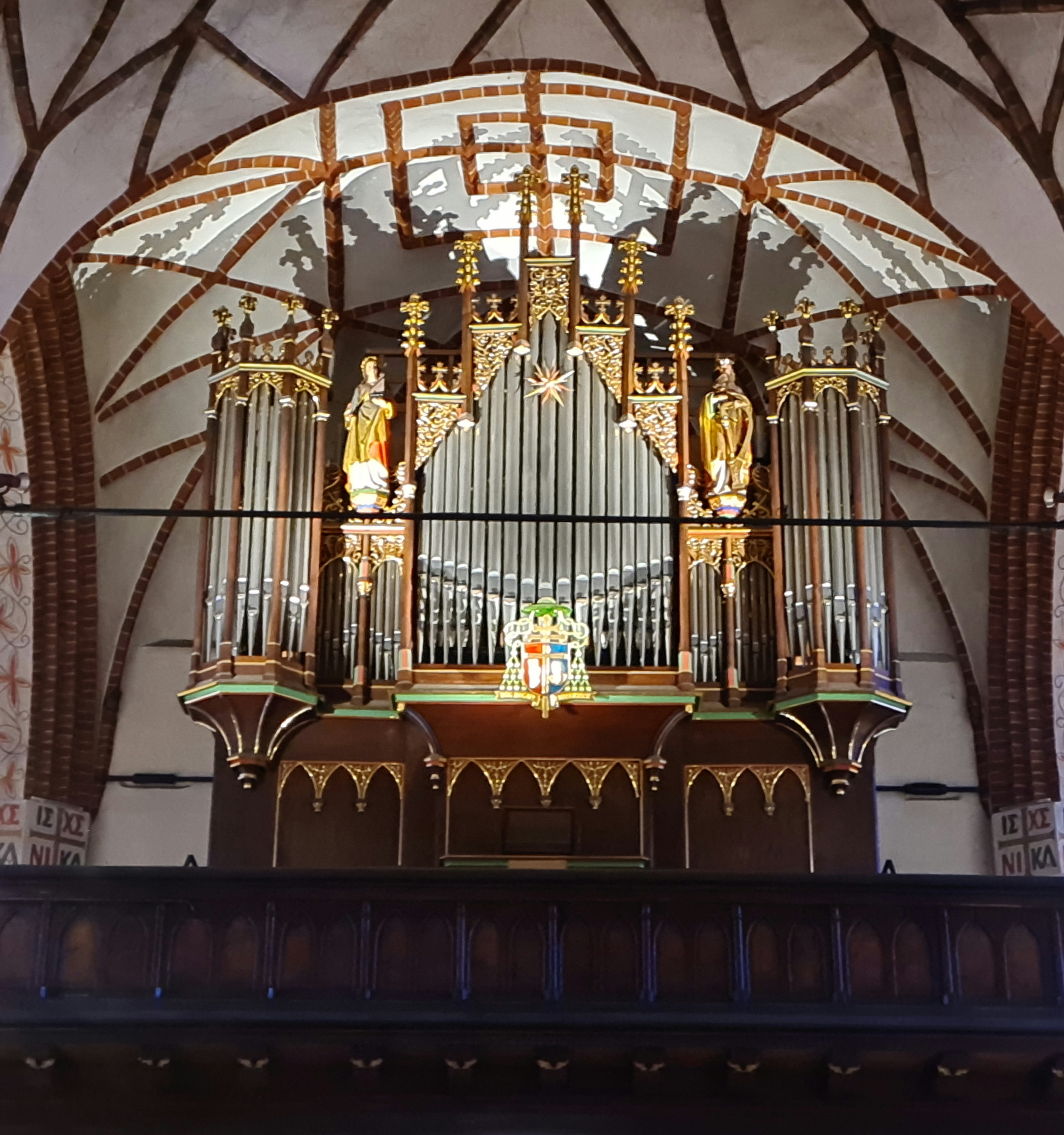
Die Hauptorgel, ein Werk des Königsberger Orgelbaufirma Max Terletzki

Die erhaltene Kirchenausstattung ist neogotisch aus dem 19. Jahrhundert, so der Hochaltar aus der zweiten Hälfte des 19. Jahrhunderts. Hinzu kommen Elemente aus anderen Kirchen wie der plastische Bildschmuck von der Nürnberger Firma Rotermundt von 1552 aus der 1806 abgebrochenen Kreuzkirche und das Triumphkreuz zwischen den ersten Pfeilern. Das Glasfenster hinter dem Hauptaltar aus der zweiten Hälfte des 19. Jahrhunderts stellt Maria mit Weltkugel dar. 
Die beiden Orgeln, Haupt- und Nebenorgel, wurden 1912 von Max Terletzki Nachf., Inhaber B. Goebel aus Königsberg erstellt. Erzbischof Edmund Piszcz weihte 1988 die bronzene Porträtbüste seines Vorgängers, des deutschen Bischofs Maximilian Kaller, geschaffen von der Allensteiner Bildhauerin Erika Maria Wiegand.